# Springer Gabler
Springer Gabler (anteriorment Gabler Verlag) és una editorial especialitzada alemanya, que se centra en l'economia de l'àrea temàtica. Es troba a Wiesbaden i va ser fundat allí el 1929 com a Betriebswirtschaftlicher Verlag Doktor Theodor Gabler.
El programa consta dels temes de gestió, màrqueting + vendes, serveis financers, control + impostos. La cartera inclou llibres impresos i llibres electrònics, revistes com la revista d'assegurances, ofertes en línia i esdeveniments.
Springer Gabler va ser fundada l'any 2012 per Gabler Verlag i el programa d'economia alemanya Springer-Verlag i forma part del grup editorial Springer Science + Business Media.

## Diccionari comercial Gabler
A les publicacions de l'editorial pertany el lèxic econòmic Gabler, que va aparèixer el 1956 per primera vegada i des de mitjan 2009 també està disponible en una versió en línia.